# Papy Djilobodji
El Hadji Papy Mison Djilobodji (Kaolack, 1 de diciembre de 1988) es un futbolista senegalés. Juega como defensor en el Sariyer S. K. de la TFF Primera División.

## Trayectoria
Djilobodji comenzó su carrera con ASC Saloum y ganó sus primeras tapas profesionales en la temporada 2007/08. Después de dos temporadas exitosas con el ASC Saloum en la liga de Senegal. El 27 de diciembre de 2009 fue vendido al FC Nantes. En el verano de 2015 es pretendido por varios clubes, entre ellos el Real Club Celta de Vigo y el Chelsea.

### FC Nantes
Papy Djilobodji fue un miembro clave del FC Nantes en la Ligue 1 durante varias temporadas y donde portó la banda de capitán en varios partidos lo que lo llevó a destacar con varios clubes europeos de alto rango como el Chelsea FC que logró su fichaje.

### Chelsea FC
Djilobodji fichó por el Chelsea FC por 3,7 millones de euros. El 23 de septiembre de 2015 debutó en el Chelsea FC entrando por Falcao.

### Sunderland AFC
El 7 de agosto de 2016 firmó por el club inglés Sunderland Association Football Club.

### EA Guingamp
El 31 de diciembre de 2018 se hizo oficial su fichaje por el EA Guingamp hasta final de temporada.

## Clubes
| Club                   | País       | Año       | Partidos | Goles |
| ---------------------- | ---------- | --------- | -------- | ----- |
| ASC Saloum             | Senegal    | 2007-2009 |          |       |
| U. S. Sénart-Moissy    | Francia    | 2009      | 10       | 1     |
| F. C. Nantes           | Francia    | 2010-2015 | 187      | 9     |
| Chelsea F. C.          | Inglaterra | 2015-2016 | 1        | 0     |
| Werder Bremen          | Alemania   | 2016      | 16       | 2     |
| Sunderland A. F. C.    | Inglaterra | 2016-2017 | 24       | 0     |
| Dijon F. C. O.         | Francia    | 2017-2018 | 31       | 1     |
| E. A. Guingamp         | Francia    | 2019      | 5        | 1     |
| Gaziantep F. K.        | Turquía    | 2019-2023 | 129      | 15    |
| Kasımpaşa S. K.        | Turquía    | 2023      | 10       | 1     |
| Gaziantep F. K.        | Turquía    | 2023-2024 | 37       | 4     |
| Fatih Karagümrük S. K. | Turquía    | 2024-2025 | 36       | 2     |
| Sariyer S. K.          | Turquía    | 2025-     |          |       |